# Pietro Francesco Valentini
Pietro Francesco Valentini, född omkring 1570 i Rom, död där 1654, var en italiensk tonsättare.
Valentini var framstående inom romerska skolan och skrev bland annat många kanon, två operor, madrigaler, motetter och canzoner.